# Daniel Knudsen Bildt
Daniel Knudsen Bildt, född 12 april 1602 i Bohuslän, död 22 juni 1651, var en dansk-norsk officer.
Bildt var överstelöjtnant vid Bohusläns regemente och från 1644 krigskommissarie. Han förvärvade stora landegendomar i Norge och hade betydande förläningar såsom Oslo kanikdöme, Reins kloster och Bakke kloster. Han var stamfar till den svenska adelssläkten Bildt.